# Maroš Šefčovič

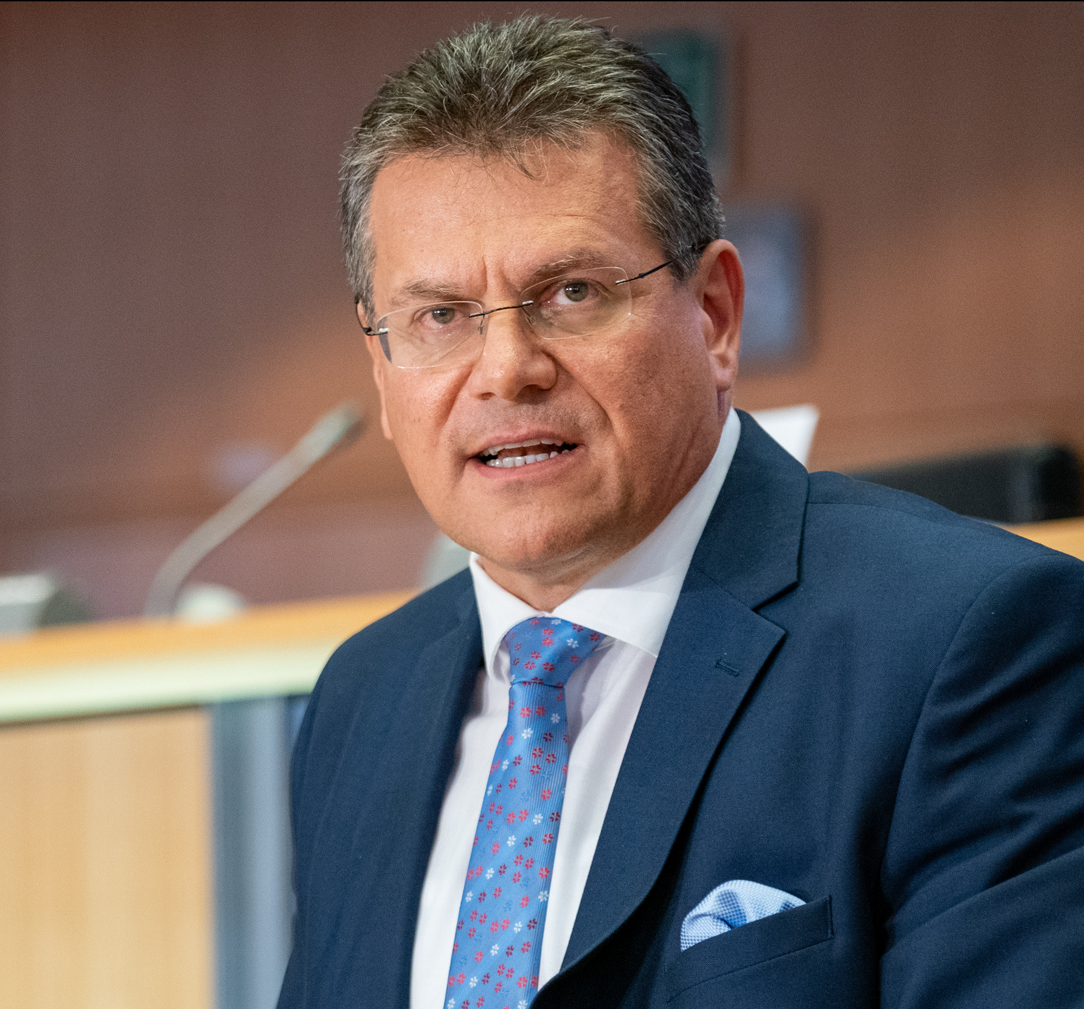
Maroš Šefčovič

Maroš Šefčovič, född 24 juli 1966 i Bratislava, är en slovakisk diplomat och politiker. Han är EU:s energikommissionär.
Šefčovič tjänstgjorde på Tjeckoslovakiens utrikesministerium från 1990. Efter landets delning 1993 fortsatte han vid det slovakiska utrikesministeriet och tjänstgjorde bland annat som ambassadör i Tel Aviv 1999-2002 och vid den ständiga representationen vid Europeiska unionen i Bryssel (EU-ambassadör) 2004-2009. Han utnämndes til EU-kommissionär med ansvar för utbildning, kultur och ungdom i Kommissionen Barroso I den 1 oktober 2009. Den 10 februari utnämndes Šefčovič till vice ordförande i Kommissionen Barroso II och tilldelades ansvar för kontakter mellan institutionerna och administration.
I samband med John Dallis avgång från EU-kommissionen den 16 oktober 2012 utökades Sefcovic's ansvarsområde till att även omfatta hälso- och konsumentfrågor fram till dess att en ny kommissionär från Malta har utsetts.

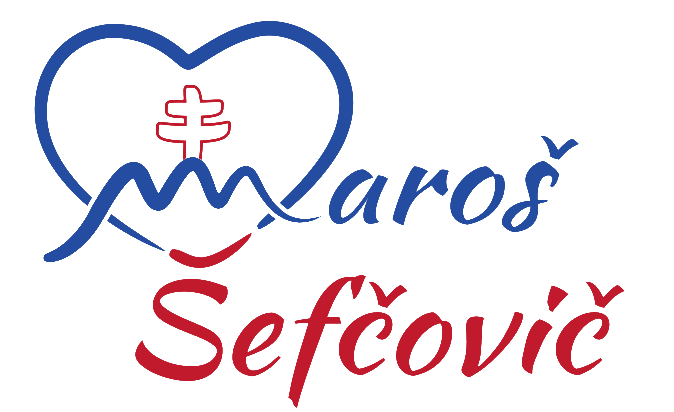
Maroš Šefčovičs logotyp under slovakiens presidentval 2019

## Fotnoter
1. ↑  Brockhaus Enzyklopädie, Brockhaus Enzyklopädie-ID: sefcovic-maros, läst: 9 oktober 2017.[källa från Wikidata]
2. ↑  Munzinger Personen, Munzinger person-ID: 00000028602, läst: 9 oktober 2017.[källa från Wikidata]
3. ↑  The Commissioners | 2019-2024 (på engelska), läs online, läst: 21 augusti 2021.[källa från Wikidata]
4. ↑  The Commissioners | 2019-2024 (på engelska), läs online, läst: 21 augusti 2021.[källa från Wikidata]
5. ↑  läs online, news.refresher.sk  .[källa från Wikidata]
6. ↑  Prezidentka udelila ďakovné medaily pri príležitosti výročia vstupu Slovenska do EÚ a NATO (på slovakiska), 30 april 2024, läs online, läst: 9 maj 2024.[källa från Wikidata]